# Hommage aux Maréchaux : Juin, Leclerc, Koenig, De Lattre de Tassigny
Hommage aux Maréchaux : Juin, Leclerc, Koenig, De Lattre de Tassigny est un ensemble de quatre bronzes réalisés par Charles Correia dans les années 1980. L'œuvre réalisée à la suite d'une commande publique est installée Esplanade de Verdun à Beauvais en France. Elle représente les maréchaux de France Philippe Leclerc de Hauteclocque, Alphonse Juin, Jean de Lattre de Tassigny (ces trois statues installées en 1982) et Marie-Pierre Kœnig (installation en 1984). Son numéro d'inventaire FNAC est le 10 535. Au milieu du carré formé par les quatre statues est inscrite sur le sol une citation de Charles de Gaulle : « La France a perdu une bataille mais n'a pas perdu la guerre. Quoi qu'il arrive la flamme de la Résistance Française ne doit pas s'éteindre et ne s'éteindra pas. »
L'esplanade sur laquelle est située l'œuvre est localisée à proximité du lycée Félix-Faure et à côté du centre commercial du "Jeu de paume" construit en 2015.